# Bobby Beausoleil
Robert Kenneth „Bobby“ Beausoleil (* 6. listopadu 1947, Santa Barbara, Kalifornie, USA) je americký vrah a spolupracovník Charlese Mansona, který je odsouzen na doživotí.
Koncem šedesátých let složil hudbu k filmu Lucifer Rising režiséra Kennetha Angera, ve kterém rovněž hrál (film byl nakonec dokončen v roce 1972 a premiéru měl až roku 1980). Mezi jeho další filmové role patří ta v softcover pornu The Ramrodder, kde hrála také Catherine Share, rovněž Mansonova spolupracovnice. Dále hrál například ve filmu Mondo Hollywood z roku 1967. Byl také členem rockové skupiny Orkustra, ve které mimo něj působil také David LaFlamme.
Dne 27. července 1969 Beausoleil zavraždil učitele hudby Garyho Hinmana. Dne 18. dubna 1970 byl odsouzen k trestu smrti, ale později byl trest upraven na doživotí. V roce 2010 žádal o propuštění, ale bylo to zamítnuto; další možnost měl až v roce 2015. Roku 2016 byla další žádost o propuštění opět zamítnuta.

## Filmografie
- Mondo Hollywood (1967)
- The Ramrodder (1969)
- Invocation of My Demon Brother (1969)
- Lucifer Rising (dokončeno 1972, vydáno 1980)

## Diskografie
Studiová alba
- Lucifer Rising (1981, reedice 2005)
- 7 (2006)
- Orb (2006)
- Running with the White Wolf (2006)

Kompilace
- Dreamways of the Mystic (2005)
- Dreamways of the Mystic, Vol. 1 (2007)
- Dreamways of the Mystic, Vol. 2 (2007)
- The Lucifer Rising Suite (2009, 4xLP Boxed Set)